# Zelda Wynn Valdes
Zelda Barbour Wynn Valdes, auch Zelda Wynn, Zelda Valdes, (* 28. Juni 1905 in Chambersburg, Pennsylvania; † 26. September 2001) war eine US-amerikanische Modedesignerin und Kostümbildnerin. Sie eröffnete als erste Afroamerikanerin ein Geschäft auf dem Broadway in New York und entwarf luxuriöse Garderobe für prominente Kundinnen. Sie gilt – vermutlich fälschlicherweise – als die Designerin des Kostüms für die Playboy Bunnys.

## Biographie

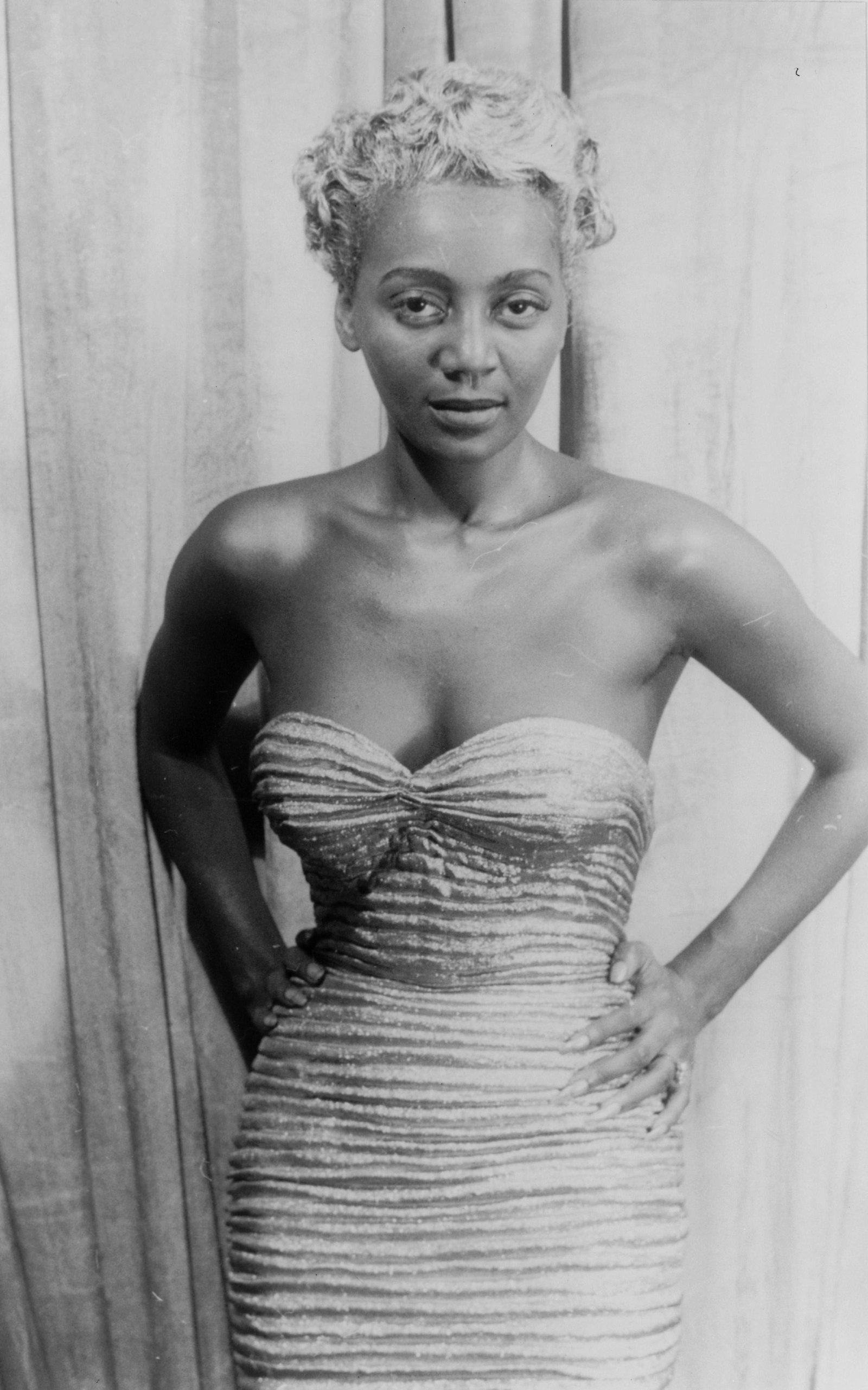
Joyce Bryant in einem Kleid von Valdes (1953) – Foto: Carl Van Vechten

### Familie, Jugend und berufliche Anfänge
Zelda Wynn Valdes wurde als Zelda Christian Barbour geboren und war das älteste von sieben Kindern ihrer Familie. Sie wuchs in Chambersburg in Pennsylvania auf, einem damals ländlichen Ort mit etwa 10.000 Einwohnern rund 200 Meilen von New York entfernt. Ihr Vater James W. Barbour arbeitete als Koch für die Eisenbahn, ihre Mutter Blanche M., geborene Christian, war Hausfrau. Während ihrer Schulzeit lernte Zelda am Catholic Conservatory of Music das Klavierspiel. 1923 schloss sie die High School ab.
Das Schneidern schaute Zelda ihrer Mutter, ihrer Großmutter und der Näherin ihrer Großmutter ab, und sie fertigte erste Schnittmuster aus Zeitungspapier, um ihre Puppen einzukleiden. Ihr erstes richtiges Kleid entwarf sie für die Großmutter, die der Meinung war, die Enkelin könne für sie kein Kleid schneidern, da sie (die Großmutter) zu groß und zu dick sei. Das Kleid soll perfekt gepasst haben und der ganze Stolz der Trägerin gewesen sein. Es heißt, sie habe sich darin beerdigen lassen.
Ab 1923 arbeitete Zelda in der Schneiderei ihres Onkels in White Plains, New York, wohin die ganze Familie umgezogen war. Sie verbesserte ihr Einkommen, indem sie als Aushilfe in einem gehobenen Modegeschäft mit vorwiegend weißer Kundschaft arbeitete. Innerhalb weniger Monate erkannte man dort ihr Talent, und sie wurde die erste afroamerikanische Verkäuferin und Schneiderin in diesem Betrieb. Zu dieser Zeit hatte sie erste Kundinnen auf privater Basis, für die sie Kleider nähte. Auch übernahm sie Aufträge für Innendesign. 1927 heiratete sie ihren ersten Ehemann, Charlie Wynn, der Mitte der 1930er Jahre starb. 1935 eröffnete sie mit der Assistenz ihrer Schwester Mary in White Plains ihr eigenes Geschäft und wurde Mitglied der Colored Merchants Business League of White Plains. Mit ihren Modellen nahm sie regelmäßig an Modeschauen teil.

### Modedesignerin in Manhattan
1948 eröffnete Zelda das Geschäft Zelda Wynn, Ecke Broadway und W. 158th Street, und war damit laut eigener Aussage die erste afroamerikanische Ladeninhaberin am Broadway. Grund für den Umzug in das rund 50 Kilometer entfernte New York war, dass ihre Kundschaft zunehmend von dort kam. Sie spezialisierte sich auf das Entwerfen und Anfertigen von luxuriösen Garderoben, wie Brautausstattungen, Cocktail- und Abendkleidern. Ihre Kundinnen waren hauptsächlich Afroamerikanerinnen, weiße Kundinnen kauften bei ihr mehrheitlich lediglich Schmuck und Accessoires. Zu dieser Zeit ging sie mit Oscar Valdes, der sie bei der Leitung des Betriebs unterstützte, ihre zweite Ehe ein.
Nationale Aufmerksamkeit bekam Zelda Valdes 1948, als sie eisblaue Satinkleider für die Braut und die sieben Brautjungfern der Hochzeit von Marie Ellington mit Nat King Cole entwarf. Bei diesem gesellschaftlichen Ereignis war die High Society von New York anwesend, ungeachtet der Hautfarbe. Sie wurde später die Patentante von Natalie Cole, der Tochter der Coles. Im selben Jahr war sie an den Feiern zum New York’s Golden Jubilee beteiligt, das mit einer Parade, Ausstellungen und verschiedenen Modeschauen gefeiert wurde: Erst aufgrund von Beschwerden gegen Rassendiskriminierung wurde zuletzt ein afroamerikanisches Model in eine Modenschau aufgenommen, für das es allerdings kein Kleid gab. Zelda Valdes kreierte für die junge Frau in aller Schnelle ein weißes Abendkleid, das als „umwerfend“ beschrieben wurde.
1959 zog Zelda Valdes mit ihrem Geschäft, das nun Chez Zelda hieß, auf die 57th Street in Midtown Manhattan, eine Gegend mit noblen Geschäften in Nähe der Carnegie Hall. Sie beschäftigte damals bis zu neun Schneiderinnen und berechnete rund 1000 Dollar pro Kleid.
Sie bekam zunehmend Zulauf von prominenten Kundinnen, darunter Dorothy Dandridge, Jessye Norman, Gladys Knight, Josephine Baker, Eartha Kitt, Ruby Dee, Diahann Carroll, Aretha Franklin, Mae West, Marian Anderson und Edna Mae Robinson (Ehefrau des Boxers Sugar Ray Robinson). Zwölf Jahre lang lieferte sie Garderobe an Ella Fitzgerald; sie war stolz darauf, dass sie an dieser Kundin, die nie Zeit hatte, nur ein einziges Mal Maß genommen hatte, dieser die Kleider aber immer gepasst hätten, da sie Fitzgeralds veränderte Maße anhand von Fotos geschätzt habe: „Gee, she's gotten larger.“ Die Sängerin Constance Bennett trug ein Kleid von „our Zelda“, wie sie oftmals genannt wurde, als diese der Queen bei einem Empfang vorgestellt wurde. 1957 bestellte Louis Armstrong bei ihr zum Preis von 4250 Dollar vier Kleider für Velma Middleton, die Sängerin seiner Band.
Für die populäre schwarze Sängerin Joyce Bryant, „black Marilyn Monroe“ genannt, kreierte sie zu Anfang der 1950er Jahre einen für sie persönlichen, erotisch wirkenden Kleidungsstil, wie es überhaupt ihre Spezialität war, Mode aus auserlesenen Materialien mit perfekter Passform für kurvenreiche Frauen zu entwerfen und schneidern zu lassen. Constance C.R. White, frühere Modedirektorin bei Elle, schrieb: „She definitely helped to popularize and define the look of a woman’s curvy silhouette, but it was always elegant.“
Ihr Stil und ihre Technik sowie ihre prominente Kundschaft bewegten Hugh Hefner, Zelda Wynn Valdes mit der Fertigung der Kostüme für die Playboy Bunnys – den Serviererinnen in den Playboy Clubs – zu beauftragen. Es war das erste kommerzielle Kleidungsstück, das in den USA patentiert wurde und ein Warenzeichen erhielt. 1962 wurde der Playboy Club in New York eröffnet, und mindestens 35 der Bunny-Kostüme stammten aus Zeldas Werkstatt. Modehistoriker sind sich uneins, ob der Entwurf des Bunny-Kostüms auf Wynn Valdes selbst zurückzuführen ist, ob sie diese nur nähen ließ oder ob ihr kreativer Anteil daran aus rassistischen Gründen heruntergespielt wurde. Sie selbst sprach immer nur davon, dass sie beauftragt worden sei, die Kostüme schneidern zu lassen. Zelda Valdes organisierte mehrere Modenschauen im New Yorker Playboy Club, die erste im Jahre 1964; im Club gab es gemäß der Überzeugung von Hefner weder bei der Kundschaft noch bei den Mitarbeitern Rassentrennung (afroamerikanische Bunnys wurden Bronze Bunnys genannt).
Ein Kleid, das Zelda Valdes für Ella Fitzgerald entworfen hatte, befindet sich im National Museum of African American History and Culture in Washington, ebenso ein Kleid, das sie für Eartha Kitt hatte fertigen lassen. Nichelle Gainer, Autorin des Buches Vintage Black Glamour, sieht Zelda Valdes als „wahre Pionierin“ im Modebereich. Zuvor seien schwarze Designerinnen lediglich als „Näherinnen“ wahrgenommen und so auch auf Fotos inszeniert worden. Zelda Wynn Valdes selbst sagte 1994 in einem Interview mit der New York Times: „I just had a God-given talent for making people beautiful.“

### Kulturelles und soziales Wirken
Ab den 1960er Jahren leitete Zelda Valdes den Fashion and Design Workshop der Harlem Youth Opportunities Unlimited and Associated Community Teams (HARYOU-ACT), eine soziale Organisation, die Teil eines Anti-Armutsprogramms war, das von der Regierung finanziert wurde. Sie leitete dabei persönlich Kurse und organisierte dafür Spenden von Stoffen. 1968 gehörte Valdes zu den Mitbegründern des Harlem Youth Symphony Orchestra.
Mit Mary McLeod Bethune gehörte Valdes ebenfalls zu den Gründern der National Association of Fashion Accessory Designers (NAFAD) zur Förderung von afroamerikanischen Modedesignern und war von 1949 bis 1959 Präsidentin der New Yorker Section; die Gruppe wurde vom National Council of Negro Women unterstützt. Die Nafads organisierten ab 1950 jährlich eine Convention und zeichneten dabei America’s Best Dressed Negro Women aus. Auf der Convention im Jahr 1964 im New Yorker Waldorf Astoria wurde diese Ehre Josephine Baker zuteil, die ihre Auszeichnung aus der Hand der Opernsängerin Leontyne Price entgegennahm. Für die Modenschau entwarf Zelda Valdes ein grünes Kleid mit Namen J’ai Deux Amours (Titel eines Liedes von Baker) und widmete es der Ausgezeichneten.
Ab 1970 schuf Zelda Valdes Kostüme für das neugegründete Dance Theatre of Harlem von Arthur Mitchell, die weltweit einzige klassische Ballettkompanie mit ausschließlich schwarzen Tänzern, wobei sie das traditionelle Rosa für die Tänzerinnen durch andere Farben ergänzte oder ersetzte, um deren Hautfarben besser zur Geltung zu bringen. Bis 1992 war sie an 82 Produktionen der Kompanie beteiligt. Während sie ihr Geschäft 1989 schloss, blieb sie bis zu ihrem Tod im Jahre 2001 für das Tanztheater produktiv, das sie auch finanziell unterstützte.